# Úszómoha
Az úszómoha vagy más néven úszó májmoha (Riccia fluitans) a májmohák (Marchantiophyta) törzsébe és a telepes májmohák (Marchantiopsida) osztályába tartozó faj.

## Előfordulása
Közép-Európában mindenütt előfordul.

## Megjelenése
Szabadon úszó, gyökérszerű szőrképletekkel (rhizoidokkal) nem rendelkező sárgás vagy kékeszöld színű májmoha. Villásan többször elágazó telepágai keskeny szalag alakúak, 0,5-1 milliméter szélesek és legfeljebb 5 centiméter hosszúak. A vízben meddő marad, mocsaras, időnként szárazra kerülő helyeken esetenként spórákat képez. A spóratokok a telepágak alsó oldalán levő megvastagodásokban helyezkednek el.

## Hasonló fajok
Több Riccia-faj hasonló megjelenésű, de azok inkább nedves talajon élnek, ahol lapos kis rozettákat képeznek. A Riccia rhenana áll legközelebb az úszómohához, telepágai azonban jóval szélesebbek, és ritkább elterjedésű. Néhány faj esetében a telep kamrákra osztott és egyszerű nyílásokkal rendelkezik.

## Életmódja
Az úszómoha különböző nagyságú állóvizek lakója. Halastavakban, de kisebb pocsolyákban és lápokban is él. A semleges vagy savanyú vizeket kedveli. Jellegzetes faja a békalencsés úszóhínár növénytársulásnak.

## Képek

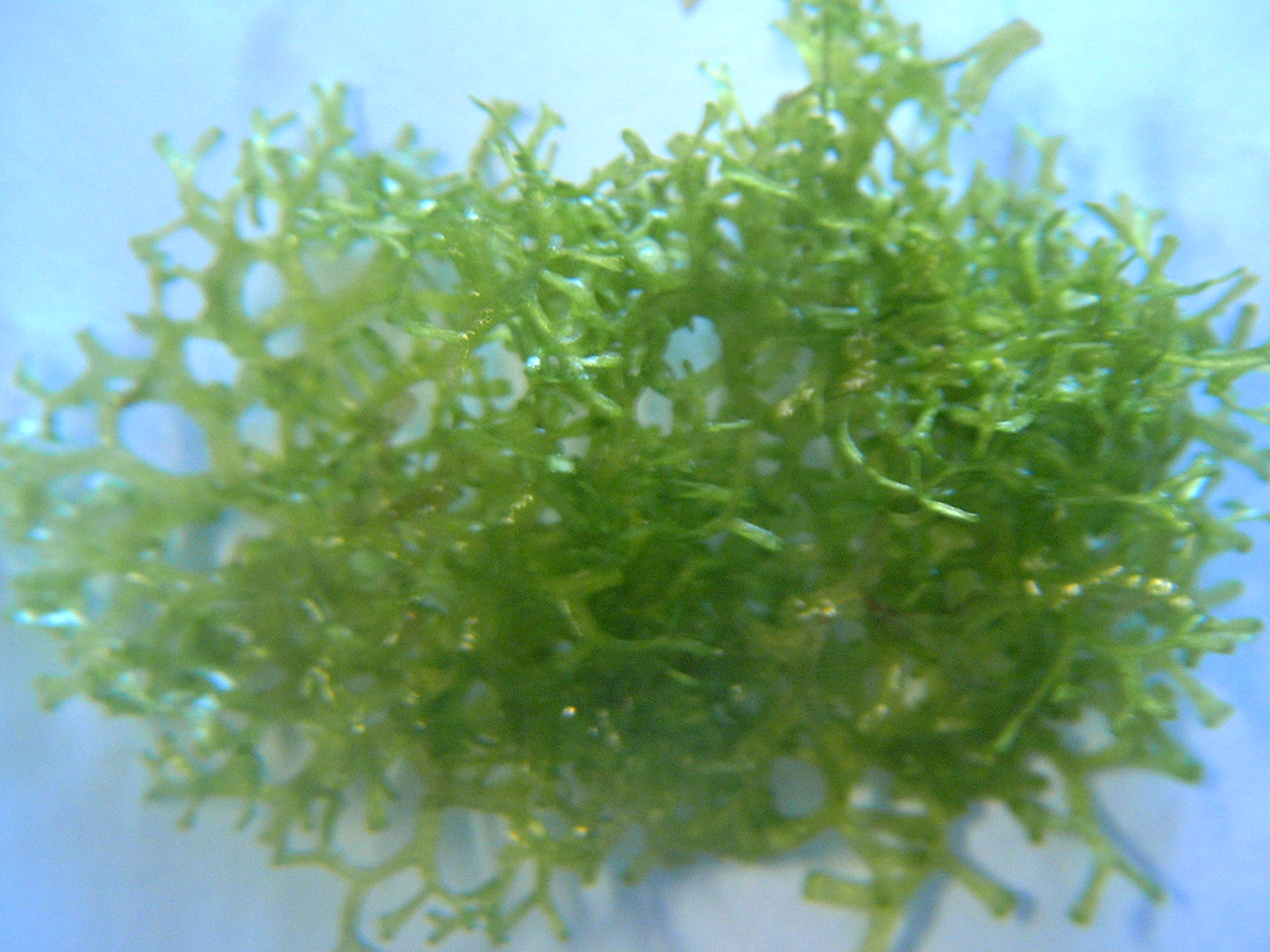
A növény
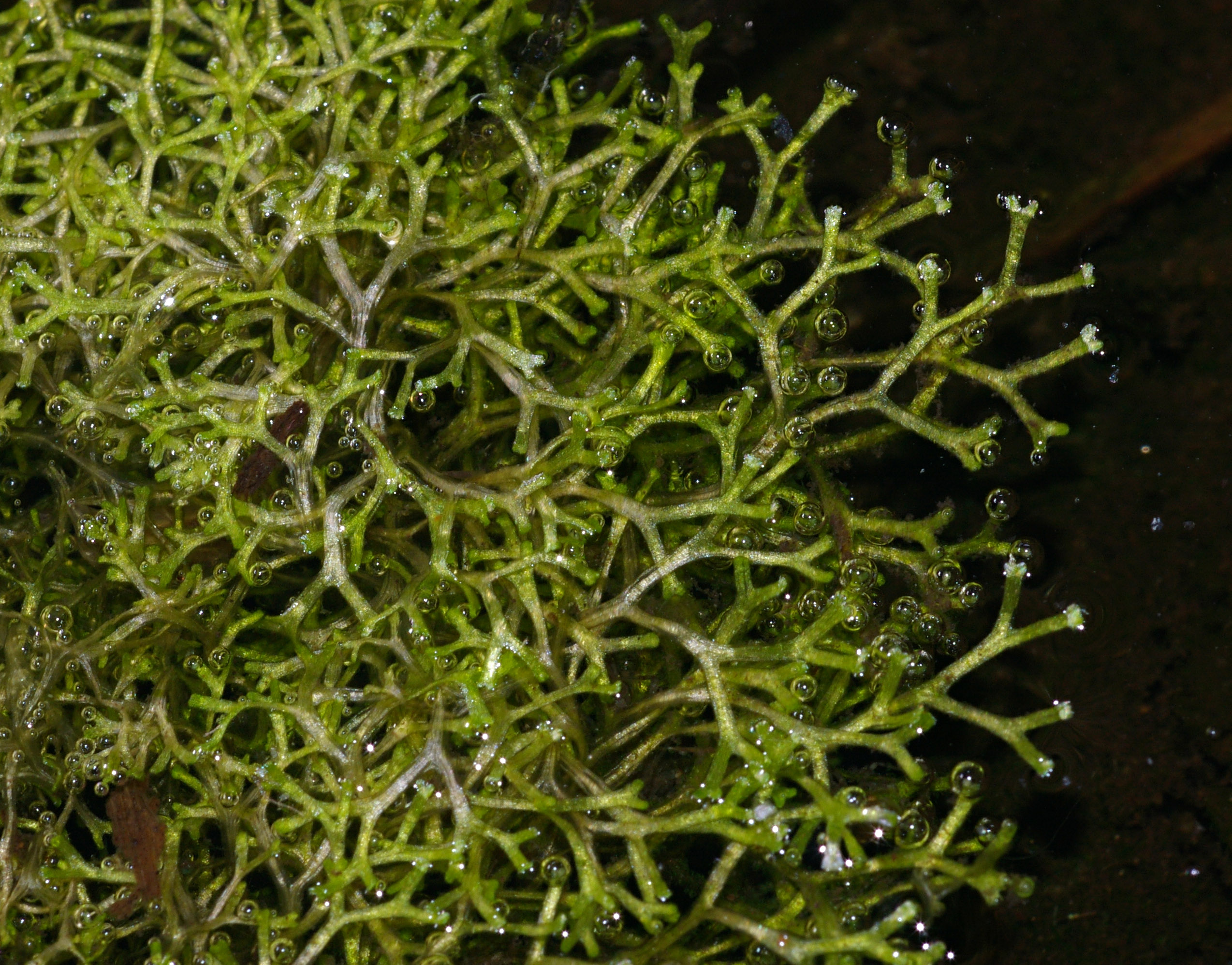
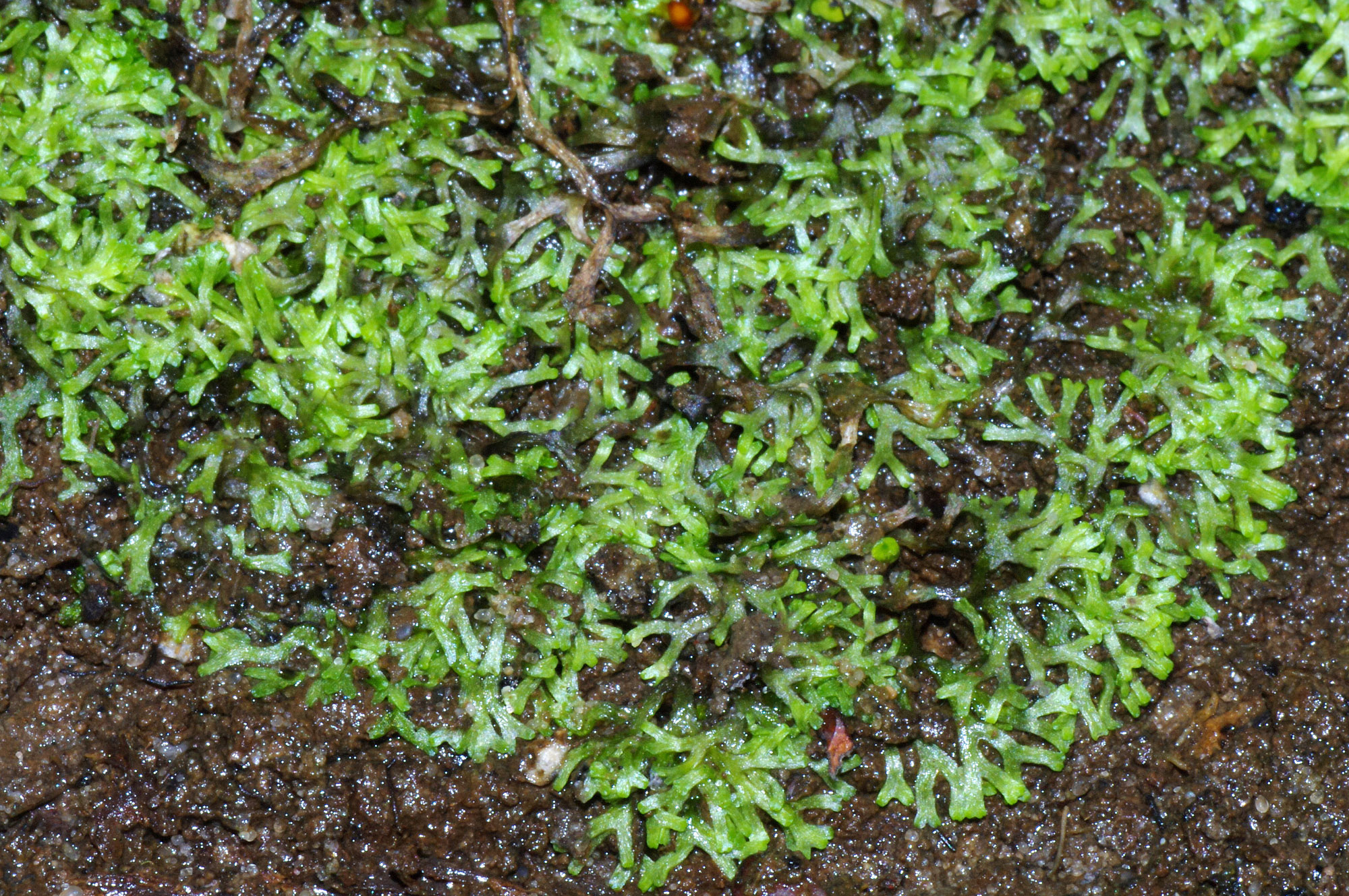
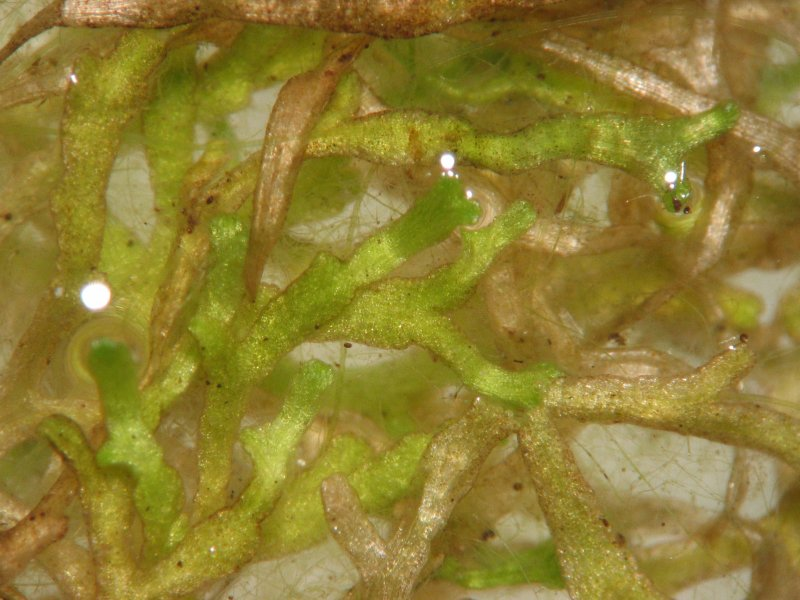
közelről
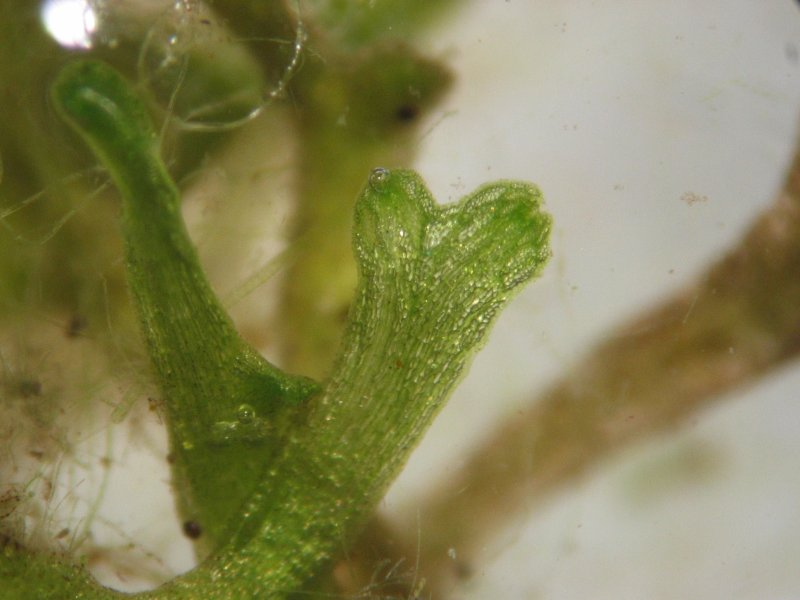
30-szoros nagyításban
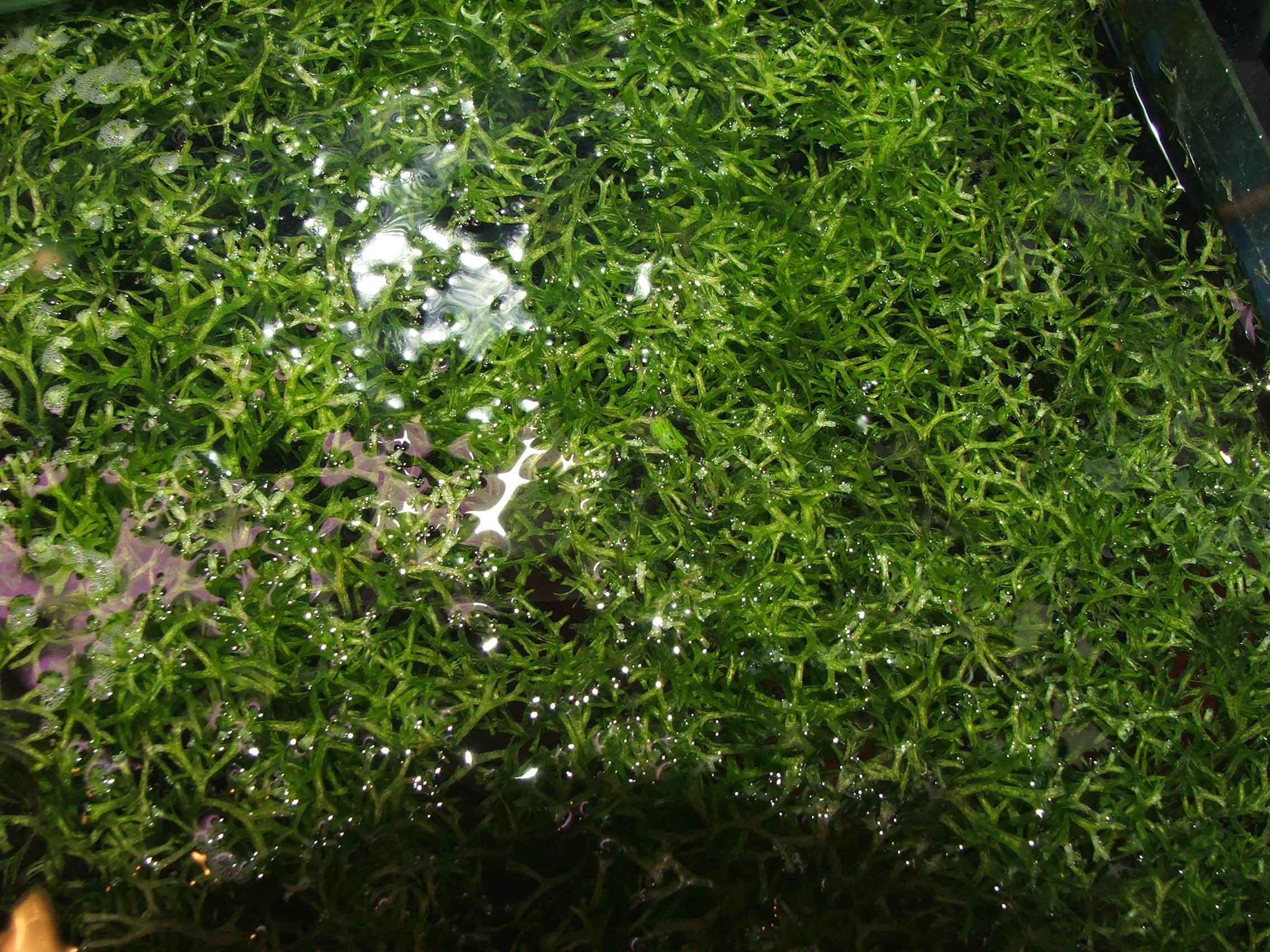
Telepei
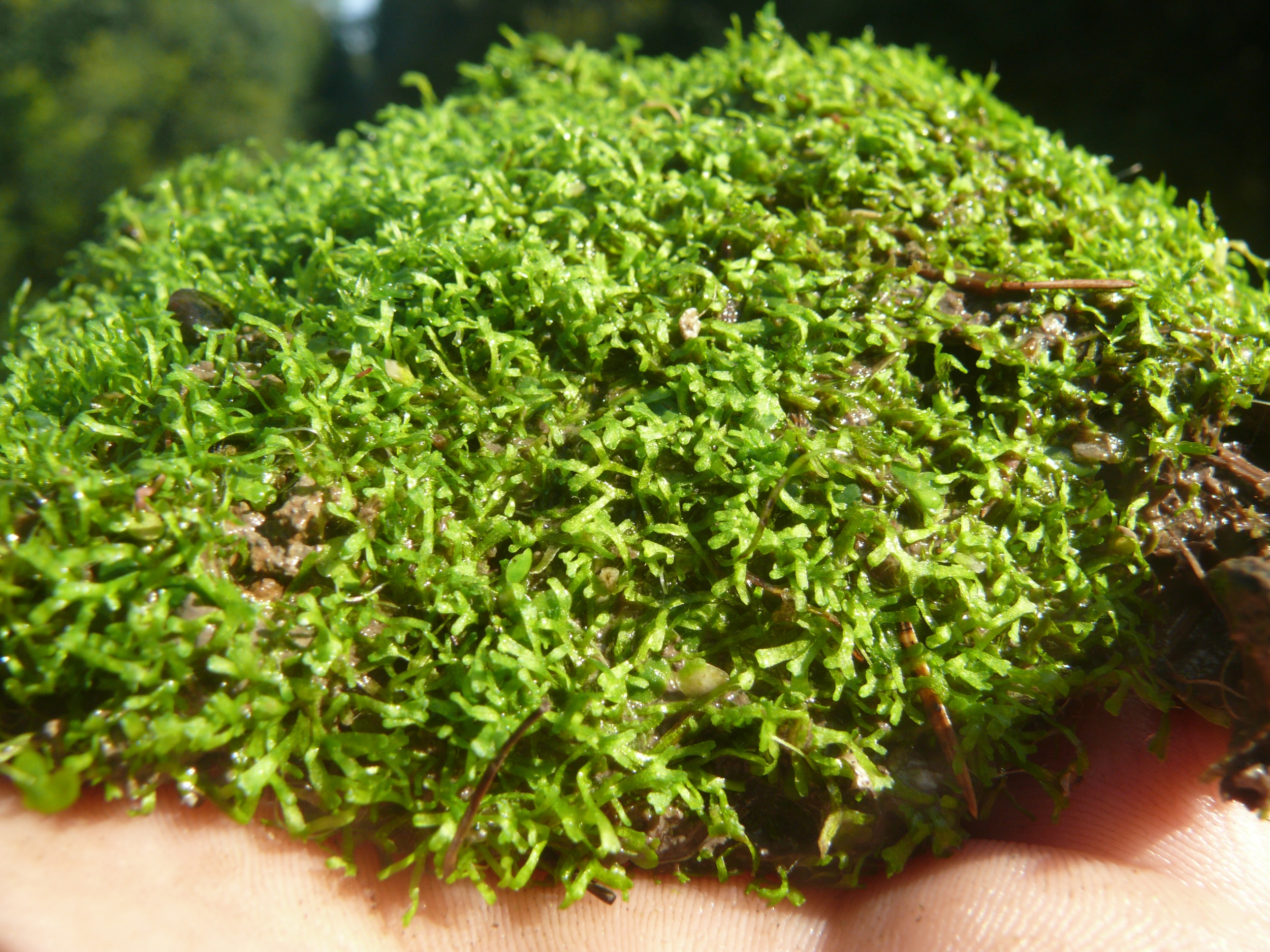